# Ernest Michael

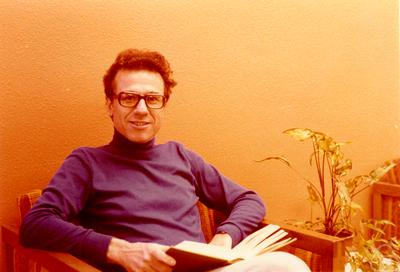
Ernest Michael im Jahr 1977

Ernest Arthur Michael (* 26. August 1925 in Zürich; † 29. April 2013 in Seattle) war ein US-amerikanischer Mathematiker.
Michaels Hauptarbeitsgebiet war die Mengentheoretische Topologie und dort speziell die von ihm begründete Theorie der stetigen Schnitte mengenwertiger Abbildungen. Sein bekanntestes Resultat auf diesem Gebiet ist der Michaelsche Schnittsatz. Außerdem sind die Michael-Gerade und die Arens-Michael-Zerlegung mit seinem Namen verbunden.

## Leben
Ernest Michael wurde als Sohn deutsch-jüdischer Eltern in Zürich geboren und wuchs in Frankfurt am Main und Berlin auf. In Erwartung der Machtübernahme durch die Nationalsozialisten wanderte seine Familie 1932 zunächst in die Niederlande und 1939 schließlich in die USA aus. Bereits mit 15 Jahren schloss er dort 1941 die High School ab und studierte zunächst Bauingenieurswesen an der Cornell University. Ein Jahr später wandte er sich schließlich der Mathematik zu. Nach einer durch einen Kriegseinsatz bei der Navy bedingten Unterbrechung seines Studiums von 1944 bis 1946 machte er 1947 seinen BA-Abschluss an der Cornell University und 1948 in Harvard seinen MA-Abschluss. An der University of Chicago wurde er 1951 mit der Arbeit Locally m-Convex Algebras bei Irving Segal promoviert. 1953 trat er als Assistant Professor der University of Washington bei, wurde 1956 Associate Professor, 1963 Full Professor und blieb dort bis zu seiner Emeritierung 1993. Er war Fellow der American Mathematical Society.

## Veröffentlichungen
- Locally multiplicatively-convex topological algebras, (Dissertation), Providence : American Mathematical Society, 1952, ISBN 0-8218-1211-4
- DENSE FAMILIES OF CONTINUOUS SELECTIONS, Ft. Belvoir Defense Technical Information Center, 1957
- PARACONVEX SETS, Fort Belvoir Defense Technical Information Center, 1958
- INTERSECTION IN CARTESIAN PRODUCTS, Fort Belvoir Defense Technical Information Center, 1960